# Trás-os-Montes e Alto Douro

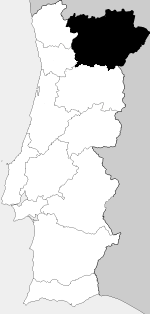
Antiga província de Trás-os-Montes i Alto Douro.

Trás-os-Montes e Alto Douro (Pronunciació segons l'Alfabet Fonètic Internacional: [ˌtɾazuʒˈmõtɨz i ˈaɫtu ˈðowɾu]) es tracta d'una regió històrica portuguesa situada al nord-est del país, fronterera amb les Comunitats Autònomes espanyoles de Galícia i Castella i Lleó.

## Geografia

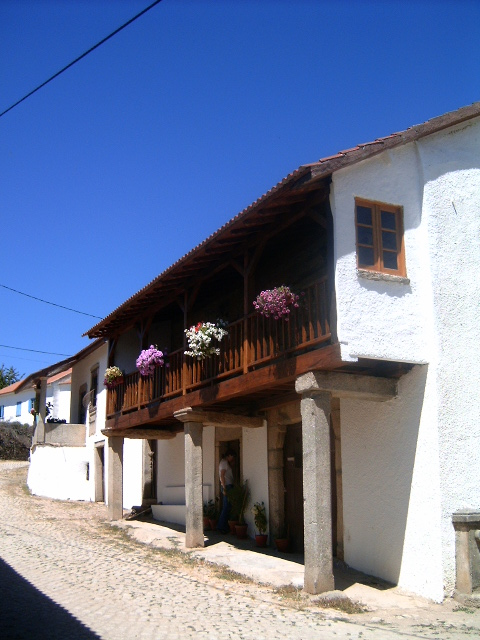
Casa típica de Trás-os-Montes, a Soutelo da Gamoeda, Carragosa, Parc Natural de Montesinho

El nom "Trás-os-Montes e Alto Douro" fa referència a la localització a l'oest de les muntanyes de Marão, Alvão i Gerês, que separen l'interior de la costa, i que formen una esplèndida vall sobre el riu Duero. Aquestes barreres naturals han mantingut despoblat i pobra aquesta regió de Portugal durant segles, sent la causa que molts dels seus habitants s'hagin vist obligats a emigrar a la costa o a altres països europeus com França, Luxemburg o Suïssa.
Aquesta regió es compon de dos districtes, un d'ells a la dreta (nord) del riu Duero Vila Real i Bragança, districte inclòs com a part de la regió del Nord de Portugal, l'altre districte es compon d'altres 5 municipis al sud de riu Duero, tots inclosos a Viseu i la Guarda, tots elles part de la regió de Centre. Les ciutats més importants en la regió són: Vila Real, Bragança, Chaves, Mirandela, Macedo de Cavaleiros, Lamego, Peso da Régua, Miranda do Douro i Valpaços. Tots ells són relativament petits i poblats amb menys de 50,000 habitants.
Molta gent en aquesta regió viu en petites poblacions. Tradicionalment aquestes viles estaven desconnectades de la costa a causa de la inexistència de bones carreteres, i sofrien d'aquesta forma els efectes de la pobresa i l'aïllament. En aquests casos hom pot entendre que la immigració era l'única solució. Avui dia la situació ha millorat amb millors carreteres i comunicacions, però la majoria de les poblacions continuen perdent població, sobretot jove que prefereix acudir a les grans ciutats on sol haver major nombre de comoditats i més oportunitats de poder executar una carrera. A les petites viles l'activitat agrícola es manté a bon ritme, de tal forma que és possible encara obtenir: blat de moro, blat, oli d'oliva amb un sabor molt característic, les castanyess i uns raïms delicats molt emprats en l'elaboració de vi de la comarca (vi de Porto) així com una gran quantitat de productes agrícoles molt naturals. El granit i l'aigua mineral són també indústries molt importants en la regió.

## Municipis
La província portuguesa de Trás-os-Montes e Alto Douro inclou 31 municipis:
- Districte de Vila Real (14 municipis)
  - Alijó
  - Boticas
  - Chaves
  - Mesão Frio
  - Mondim de Basto
  - Montalegre
  - Murça
  - Peso da Régua
  - Ribeira de Pena
  - Sabrosa
  - Santa Marta de Penaguião
  - Valpaços
  - Vila Pouca de Aguiar
  - Vila Real
- Districte de Bragança (12 municipis)
  - Alfândega da Fé
  - Bragança
  - Carrazeda de Ansiães
  - Freixo de Espada à Cinta
  - Macedo de Cavaleiros
  - Miranda do Douro
  - Mirandela
  - Mogadouro
  - Torre de Moncorvo
  - Vila Flor
  - Vimioso
  - Vinhais
- Districte de Viseu (4 dels 24 municipis)
  - Armamar
  - Lamego
  - São João da Pesqueira
  - Tabuaço
- Districte de Guarda (1 de 14 municipis)
  - Vila Nova de Foz Côa

El 1998 va haver-hi un referèndum per a la creació de noves regions administratives a Portugal. La regió proposada de Trás-os-Montes e Alto Douro incloïa aquests 31 municipis i a més de Mêda i el Districte de Guarda. El referèndum va tenir una baixa participació (menys de l'inferior requerit per a donar-lo com a vàlid) i no es va assolir executar el canvi adminsitratiu proposat.